# Antonio da Castello
Antonio Maria da Castello (Città di Castello, prima del 1499 – Brescia, 1549) è stato un ingegnere militare italiano attivo per Repubblica di Venezia e per il Re di Francia.

## Biografia
Antonio da Castello fu un capitano d'artiglieria della Repubblica di Venezia e in tale incarico risulta che intorno al 1535 abbia lavorato anche nell'ambito del rafforzamento delle fortificazioni della Repubblica.
Sicuramente ebbe un ruolo importante nella progettazione della ristrutturazione delle fortificazioni di Bergamo.
Nel 1536, Fencesco I dopo la ripresa della guerra contro Carlo V, aveva la necessità di rafforzare le difese delle città della Piccardia. Non sappiamo le circostanze, ma risulta che il re chiamò Castello nel 1537, dandogli l'incarico di rafforzare le fortificazioni di Saint-Pol e di Hesdin.
L'ingegnere venne subito fatto prigioniero dagli imperiali, davanti a quest'ultima località, il 17 giugno e il re dovette pagare un riscatto per la sua liberazione nel mese di dicembre 1537.
Nel 1538 il re lo mandò a Thérouanne, dopo che la città aveva subito un duro assedio, per visitare le fortificazioni e vedere i lavori da farsi in questo luogo e altri al confine della Piccardia. Iniziò rinforzando le fortificazioni di Guise, Thérouanne e Doullens . A Guise fece circondare l'antico mastio da una cinta con tre grandi bastioni chiamati l'Alouette, la Charbonnière e la Città Alta. L'opera realizzata da Castello a Thérouanne fu distrutta nel 1553 quando Carlo V decise di radere al suolo la città. Anche le fortificazioni di Hesdin furono distrutte da Carlo V nel 1553. Sono invece ancora visibili le fortificazioni fatte costruire dal Da Castello a Doullens.
In seguito lavorò alla fortificazione di Péronne e alla fortificazione di La Cappelle, tra il 1541 e il 1542.
Nel periodo subito successivo ritornò in Italia al servizio della Serenissima con il grado di "colonnello generale delle artiglierie".  Nel 1543 studiò un progetto per le fortificazioni di Chioggia con Sanmicheli di cui divenne un rivale e un contraddittore perché con la propria competenza tecnica sull'uso delle artiglierie, oppose le necessità balistiche a quelle architettoniche. Uguale incarico congiunto ebbe per la realizzazione del Forte di Sant'Andrea al Lido, dove probabilmente curò gli aspetti funzionali, lasciando all'architetto la definizione formale delle opere.